# Бубенець
Бубенець, Бубонець — річка в Україні, в Малинському районі Житомирської області. Ліва притока Ірши (басейн Дніпра).

## Опис
Довжина річки приблизно 1 км.

## Розташування
Бере початок на північно-західній околиці Малина. Тече переважно на південний захід і на південно-західній околиці Гамарні впадає у річку Іршу, ліву притоку Тетерева.